# Ярославская ТЭЦ-2
Ярославская ТЭЦ-2 — теплоэлектроцентраль в Ярославле, производитель электроэнергии и тепла для промышленных предприятий Ярославля, включая Ярославский моторный завод.
ТЭЦ-2 является обособленным подразделением Главного управления ОАО «ТГК-2» по Ярославской области.

## История
В 1923 году в Ярославле по плану ГОЭЛРО началось строительство Ярославской ГРЭС. I очередь была введена в 1926 году, II очередь — в 1932 году. Установленная мощность ГРЭС составила 36 МВт. К 1993 году все агрегаты станции были демонтированы в связи с физическим и моральным износом. На станции были установлены водогрейные котлы производительностью 180 Гкал/ч, после чего она получила наименование «Ляпинская котельная». Ныне она административно входит в состав Ярославской ТЭЦ-2 и является самой старой её частью.
Строительство Ярославской ТЭЦ-2 началось в 1950 году. Первая паровая турбина ВПТ-25-90-3 запущена 28 декабря 1955 года. Основной задачей было обеспечение теплом Ярославского моторного завода и жилищно-коммунального хозяйства города. Первые две турбины имели мощность по 25 МВт, затем были введены в строй турбина с противодавлением Р-50-130/13 и теплофикационный агрегат Т-50-130 мощностью по 50 МВт. В конце 1970 года с вводом 5-й турбины ПТ-50/60-130 установленная электрическая мощность достигла 210 МВт. Строительство третьей очереди было закончено 30 сентября 1972 года.
В 2003—2004 гг. проводилась реконструкция ТЭЦ-2 с заменой силовых трансформаторов и элегазовых выключателей. В 2003 году зарегистрировано Ярославское энергетическое акционерное общество открытого типа (АООТ «Ярэнерго»), которое затем получило название ОАО «Ярэнерго». В феврале 2005 года создана «Территориальная генерирующая компания № 2» (ТГК-2), которая с июля 2006 года ведёт операционную деятельность как единая компания.
15 марта 2007 года была введена теплофикационная турбина (ст. № 6) Тп-115/125-130-1 (Уральский турбинный завод). Турбогенератор мощностью 125 МВт поставило НПО «Элсиб» ОАО (Новосибирск). Используется автоматизированная система управления технологическим процессом (АСУТП). Все работы по реализации проекта выполнили специалисты ОАО «Группа Е4». Одновременно введены отопительные мощности в размере 180 Гкал/ч. Блок предназначен для покрытия растущих тепловых нагрузок от объектов социальной сферы и предпринимательской деятельности Ярославля.

## Современное состояние
В состав Ярославской ТЭЦ-2 входят 6 турбин, 8 энергетических и 2 водогрейных котла.
Теплоэлектроцентраль снабжает тепловой энергией промышленные предприятия Ярославля, включая Ярославский моторный завод (ныне ОАО «Автодизель»). Через ОРУ Ярославской ТЭЦ-2 проходят 10 линий электропередач, в том числе напряжением 110 кВ.
Оперативное управление работой ТЭЦ осуществляет Ярославское региональное диспетчерское управление — филиал ОАО «СО ЕЭС». В операционную зону РДУ входят также Ярославская ТЭЦ-1 и Ярославская ТЭЦ-3 мощностью 131 и 345 МВт, Угличская ГЭС и Рыбинская ГЭС мощностью соответственно 110 и 346,4 МВт, ТЭЦ ООО «Яртехуглерод» мощностью 24 МВт, а также ТЭЦ, ГТЭС и ГТУ НПО «Сатурн» мощностью 16, 12 и 5 МВт.
Установленная электрическая мощность ТЭЦ-2 составляет 325 МВт, тепловая — 1185 Гкал/час. Производство электроэнергии в 2006 году составило 881 909 тыс. кВт·ч, отпуск тепловой энергии — 1 880 011 Гкал (без Ляпинской котельной, у которой годовой отпуск составляет 302 905 Гкал).

## Перспективы развития
Предполагается вывести из эксплуатации турбогенераторы № 1 и 2, выработавшие свой ресурс. В 2010 году планируется ввести в строй новый паровой котёл для обеспечения паром действующей турбины № 5, котёл-утилизатор двух давлений и газовую турбину мощностью 160 МВт для работы в составе блока ПГУ-210. Котёл поставляет ОАО «Инжиниринговая компания «Зиомар»» (г. Подольск), турбину ГТ-160 — ОАО «Силовые машины» (г. Санкт-Петербург). Затраты составят 2,17 млрд руб.

## Перечень основного оборудования
| Агрегат                              | Тип                | Изготовитель                                     | Количество | Ввод в эксплуатацию     | Основные характеристики | Основные характеристики | Источники |
| Агрегат                              | Тип                | Изготовитель                                     | Количество | Ввод в эксплуатацию     | Параметр                | Значение                | Источники |
| ------------------------------------ | ------------------ | ------------------------------------------------ | ---------- | ----------------------- | ----------------------- | ----------------------- | --------- |
| Оборудование паротурбинных установок |                    |                                                  |            |                         |                         |                         |           |
| Паровой котёл                        | ТП-170             | Таганрогский котельный завод «Красный котельщик» | 2          | 1955 г. 1957 г.         | Топливо                 | газ                     | [ 3 ]     |
| Паровой котёл                        | ТП-170             | Таганрогский котельный завод «Красный котельщик» | 2          | 1955 г. 1957 г.         | Производительность      | 170 т/ч                 | [ 3 ]     |
| Паровой котёл                        | ТП-170             | Таганрогский котельный завод «Красный котельщик» | 2          | 1955 г. 1957 г.         | Параметры пара          | 100 кгс/см2, 510 °С     | [ 3 ]     |
| Паровой котёл                        | БКЗ-210-140        | Барнаульский котельный завод                     | 3          | 1964 г. 1965 г. 1966 г. | Топливо                 | газ, мазут              | [ 3 ]     |
| Паровой котёл                        | БКЗ-210-140        | Барнаульский котельный завод                     | 3          | 1964 г. 1965 г. 1966 г. | Производительность      | 210 т/ч                 | [ 3 ]     |
| Паровой котёл                        | БКЗ-210-140        | Барнаульский котельный завод                     | 3          | 1964 г. 1965 г. 1966 г. | Параметры пара          | 140 кгс/см2, 570 °С     | [ 3 ]     |
| Паровой котёл                        | ТП-87-1            | Таганрогский котельный завод «Красный котельщик» | 2          | 1971 г. 1972 г.         | Топливо                 | газ, уголь              | [ 3 ]     |
| Паровой котёл                        | ТП-87-1            | Таганрогский котельный завод «Красный котельщик» | 2          | 1971 г. 1972 г.         | Производительность      | 420 т/ч                 | [ 3 ]     |
| Паровой котёл                        | ТП-87-1            | Таганрогский котельный завод «Красный котельщик» | 2          | 1971 г. 1972 г.         | Параметры пара          | 140 кгс/см2, 570 °С     | [ 3 ]     |
| Паровая турбина                      | ПР-20-90/1,2       | Уральский турбинный завод                        | 1          | 1957 г.                 | Установленная мощность  | 20 МВт                  | [ 3 ]     |
| Паровая турбина                      | ПР-20-90/1,2       | Уральский турбинный завод                        | 1          | 1957 г.                 | Тепловая нагрузка       | — Гкал/ч                | [ 3 ]     |
| Паровая турбина                      | Т-50-130           | Уральский турбинный завод                        | 1          | 1965 г.                 | Установленная мощность  | 50 МВт                  | [ 3 ]     |
| Паровая турбина                      | Т-50-130           | Уральский турбинный завод                        | 1          | 1965 г.                 | Тепловая нагрузка       | — Гкал/ч                | [ 3 ]     |
| Паровая турбина                      | ПТ-60-130/13       | Ленинградский металлический завод                | 1          | 1970 г.                 | Установленная мощность  | 60 МВт                  | [ 3 ]     |
| Паровая турбина                      | ПТ-60-130/13       | Ленинградский металлический завод                | 1          | 1970 г.                 | Тепловая нагрузка       | — Гкал/ч                | [ 3 ]     |
| Паровая турбина                      | Тп-115/125-130-1тп | Уральский турбинный завод                        | 1          | 2007 г.                 | Установленная мощность  | 115 МВт                 | [ 3 ]     |
| Паровая турбина                      | Тп-115/125-130-1тп | Уральский турбинный завод                        | 1          | 2007 г.                 | Тепловая нагрузка       | — Гкал/ч                | [ 3 ]     |
| Водогрейное оборудование             |                    |                                                  |            |                         |                         |                         |           |
| Водогрейный котёл                    | ПТВМ-100           | Дорогобужский котельный завод                    | 1          | 1968 г.                 | Топливо                 | газ, мазут              | [ 3 ]     |
| Водогрейный котёл                    | ПТВМ-100           | Дорогобужский котельный завод                    | 1          | 1968 г.                 | Производительность      | 100 Гкал/ч              | [ 3 ]     |